# Georg Gottlieb Plato

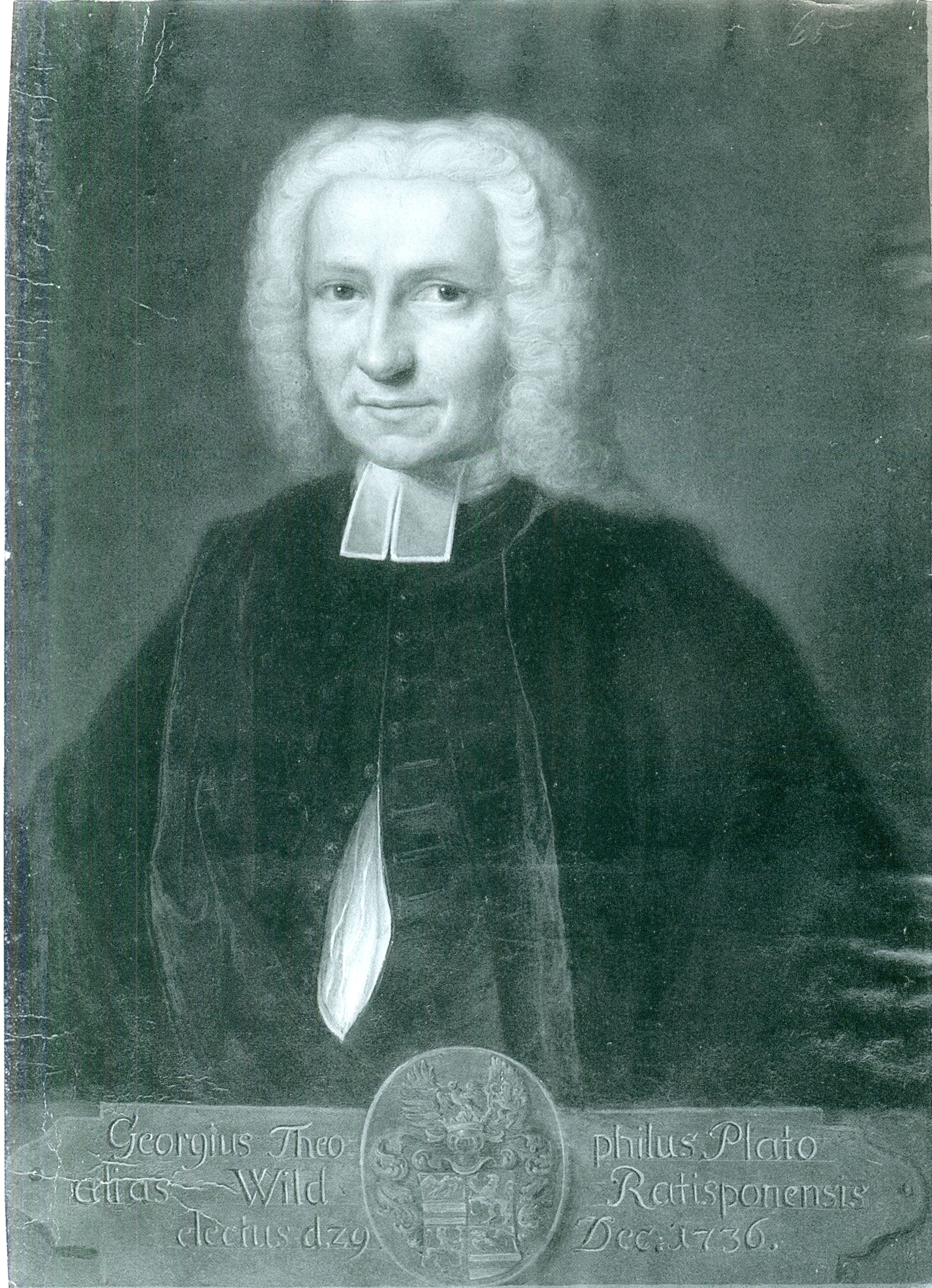

Georg Gottlieb Plato, auch mit Doppelnamen genannt Plato-Wild oder Plato sonst Wild, (* 22. Mai 1710 in Regensburg; † 8. September 1777 ebenda) war ein deutscher Syndikus, Geschichtsschreiber, Archivar und Historiker, der als einer der Ersten Hinweise und damit auch Anregungen zur Aufklärung der frühen Geschichte von Regensburg gegeben hat.

## Familiengründung
Georg Gottlieb Plato-Wild war der Sohn von Johann Christoph Wild, der als Mitglied der Regensburger Patrizierfamilie Wild auch Mitglied des inneren und geheimen Rats der Stadt Regensburg und erster Deputierter des reichsstädtischen Direktoriums war. Wie sein Vater war damit auch dessen Sohn Georg Mitglied des Regensburger Patriziergeschlechts Wild. Ein Freund seines Vaters, der Hofpfalzgraf und Advokat des Kammergerichts Johann Heinrich Plato, der ebenfalls Ratsherr war, adoptierte den 14-jährigen Sohn seines Freundes am 29. Juni 1724 und begründete damit eine neue Patrizierlinie mit Georg Gottlieb Plato-Wild als dem Stammvater. Dabei wurde verfügt, dass der Adoptivsohn Georg Gottlieb zukünftig den Familien-Namen „Plato, sonst Wild“ führen solle, was aber nicht konsequent eingehalten, sondern meist verkürzt wurde zu „Plato Wild“. Der Adoptivvater starb bald darauf und hinterließ seinem Adoptivsohn ein stattliches Erbe. Die Erbschaft machte es später um 1740 möglich, dass Georg Gottlieb Plato-Wild Eigentümer des Goliathhauses in der Goliathstraße wurde. 1741 heiratete Georg Gottlieb Plato-Wild eine Tochter aus der Familie Reinhard, die das dem Goliathhaus östlich benachbarte, nach dem damaligen Besitzer (1390) genannte Steuersche Haus bewohnte. Nach der Heirat waren beide eng benachbarten Häuser im Besitz der Familie Plato-Wild.

## Ausbildung und Beruf
Georg Gottlieb Plato Wild absolvierte in Regensburg das protestantische Gymnasium poeticum, eine der beiden Vorläuferschulen des 1873 entstandenen sog. Alten Gymnasiums am Ägidienplatz, das 1962 am neuen Standort zum Albertus-Magnus-Gymnasium umbenannt wurde. Danach studierte er an der Universität Straßburg Medizin sowie an der Universität Leipzig Rechtswissenschaft.
Nach Reisen durch die deutschen Länder kehrte er 1737 nach Regensburg zurück, wurde Stadtgerichtsbeisitzer und 1742 Syndikus der Stadt. Damit war er zugleich auch Leiter der geheimen Registratur und wurde ab 1743 auch Stadtschreiber und Archivar, dem alle historischen Quellen der Stadt zur Verfügung standen. Er nutzte diese Möglichkeiten und entwickelte sich nach dem Urteil späterer Historiker zum Vater der Regensburger Geschichtsforschung. Erstmalig verstand er es, Sprachwissenschaft, Münzkunde und die vielen damals aufgefundenen römischen Altertümer, Münzen und Grabstätten mit den Fundstätten auch schriftlich zu dokumentieren, in historische Betrachtungen einzubeziehen und die Fundstücke nicht wie es „unverständige Thongraber“ machten, „zunichte zu machen“. Als Ergebnis seiner Aufzeichnungen gelang es Plato als Erstem, den Umriss des römischen Legionslagers Castra Regina zumindest in groben Zügen zu erkennen und zu beschreiben, auch wenn 100 Jahre später der Historiker Hugo von Walderdorff die Beschreibung von Plato nur spöttisch mit den Worten lobte: „trifft nur insoweit zu, als sie viereckig ist, wenn auch ein Quadrat“.
Richtig beschrieb Plato auch die Phasen der Stadterweiterungen, die zum Bau von drei verschiedenen Stadtbefestigungsanlagen geführt hatten. Auch hinterließ er eine Karte der südlichen Vororte von Regensburg, in der der Verlauf des Vitusbachs eingetragen war, der für die Versorgung der Stadt und der Stadtgräben mit Brauchwasser so wichtig war. Die Karte zeigte auch den Verlauf der nach Augsburg führenden Straße der Römer und die Fundorte von dort entdeckten römischen Grabstätten.
Seine Erkenntnisse hatten zur Folge, dass Plato Wild bereits 1760 in die Bayerische Akademie der Wissenschaften aufgenommen wurde, die 1759 von Kurfürst Maximilian III. Joseph gegründet worden war.
Vor Ort in Regensburg machte er sich um die  Stadtgeschichte sehr verdient, indem er im späten 18. Jahrhundert das Regensburger Archivgut neu ordnete.

## Ehrungen
Im Stadtosten von Regensburg gibt es heute eine Plato-Wild-Straße.

## Werke (Auswahl)
- Ursprung des Regensburgischen Hansgrafen-Amtes, Montag, Regensburg 1762.
- Muthmaßungen warum der auf Kaiser Ludwig des Vierten goldener Münze vorkommende doppelte Adler der doppelte Reichs-Adler nicht seyn könne, Montag, Regensburg 1762.
- Schreiben an P.T. Herrn Georg Friederich von Berberich ... die in dessen Münzcabinet befindliche Hof-Geißmarische Münze betreffend, Montag, Regensburg 1765.
- Untersuchung ob die von Herrn Johann Georg von Eckhart in der Erklärung eines alten Kleinodienkästleins auf der dritten Kupfertafel vorgestellte mit Numero XX und XXI bezeichnete Münzen Heinrich Herzog zu Braunschweig und Pfalzgrafen am Rhein zuzuschreiben seyen oder nicht, Montag, Regensburg 1765.
- Georg Gottlieb Plato sonst Wild Muthmaßungen daß die Bajoarii nicht von den Gallischen Bojis sondern von den Longobardis bestammen und ein Zweig dieser Nation seyen, Montag, Regensburg 1777.
- Georg Gottlieb Plato, sonst Wild vermehrte Zweifel, daß auf Kaiser Ludwig des Vierten goldener Münze der doppelte Reichsadler nicht erscheine, Montag, Regensburg 1778.